# Unión por la Democracia y el Progreso
La Unión por la Democracia y el Progreso [UDP] (en francés: Union pour la Démocratie et le Progrès) es un partido político de Mauritania. Fue fundado por Hamdi Ould Mouknass, que con anterioridad fue ministro de Relaciones Exteriores bajo la presidencia de Moktar Ould Daddah.
Tras su muerte en 1999 el partido pasó a estar liderado por su hija Naha Mint Mouknass elegida en un congreso en abril de 2000 siendo la única mujer en Mauritania al frente de una formación política.
En las elecciones parlamentarias de 2001, celebradas los días 19 y 26 de octubre, obtuvo el 8,1% del voto popular y 3 de los 81 escaños. En las elecciones parlamentarias celebradas el 19 de noviembre y el 3 de diciembre de 2006, repitió 3 escaños sobre un total de 95 y en las elecciones al Senado de 2007 obtuvo 1 senador sobre 56 en disputa.
Naha Mint Mouknass apoyó a Sidi Uld Cheij Abdellahi en las elecciones presidenciales de 2007 y fue parte de la mayoría presidencial tras su victoria. Sin embargo, después de la formación del gobierno del primer ministro Yahya Ould Ahmed Waghf en mayo de 2008, quedó fuera del gabinete.
Durante el golpe de Estado de 2008, la formación apoyó la asonada y al Alto Consejo de Estado (junta militar) que depuso al presidente Cheij Abdellahi y al primer ministro El Waghef.
Naha Mint Mouknass ha asumido diversos ministerios. En 2009 se convirtió en la primera mujer al frente del Ministerio de Asuntos Exteriores y Cooperación cargo que asumió hasta 2011. 